# 登山YouTuber
登山YouTuber（とざん ユーチューバー）とは、YouTuberのひとつの形態で、動画共有サイトYouTubeにおいて、自分が行った登山活動（山行）を多くは自撮りした映像を定期的・継続的に公開している人およびグループをいう。とくに近年の日本で盛ん。登山系YouTuberともいう。

## 歴史と背景
2010年頃から、登山やキャンプの映像をYouTube上で公開している人たちはいたが、その多くが顔を晒さない、肉声も入れないテキスト主体のホームビデオ的なものであった。それに対して、2018年ころからのYouTuber人気の高まりを受けてか、素顔を晒した上で（いわゆる顔出し）、肉声でのナレーションも自分で行うキャラクター推しの登山ビデオを作成する人たちが出始め、2019年-2020年には急増した。その原因としては、機材的な背景として、強力な手ぶれ補正機能を備えたGoProというカメラが発売されたこと考えられる。また、登山情報としても映像が従来のテキスト・写真主体の山行記録より具体的でわかりやすいと再認識されたこともある。

## 制作者とコンテンツの特徴
一方、登山YouTuberはあくまで登山家ではなく、登山を行うYouTuberであるため、ほとんど登山経験のない初心者が段々に、高度な登山内容に進んでいく、成長していく過程を記録する一種の個人的なリアリティショーと見ることもできる。そのため、必ずしも登山技術自体を追求するのが目的ではないため、登山YouTuberはいわゆるハイキング（軽登山）レベルに留まり、より専門的で危険を伴うクライミング（道具を用いた登攀行為）には挑まないのが通例である。
また、本邦においては、タレントや格闘技者、職業的インストラクターといった普段から顔を晒して社会活動している人を除くと、YouTuberであっても自分の素顔や身体を映しこんでビデオを挙げている人はまだまだ少ない。ところが、登山YouTuberに限ってはかなり多くの一般人が顔出し、肉声でビデオを撮っており、なぜ登山に限っては、このアジア人特有の羞恥心を比較的容易に克服できるのかは謎である。
男性については元々カメラや映像を趣味としていた人が大半であり、自分の作品を見てもらいたいという動機から題材として登山に進出したケースが多い。女性についてはそれに加えて、かつてタレントやアナウンサーに憧れていた、運動や体力に自信があるといった人が加わる。出身地については、全国に散らばっているが、顔出しが強く求められることから出たがりとされる関西、中部地方に偏っている。

## 視聴者に受けた理由
従来からのテキスト・写真ベースの山行記には所要時間の短縮など登山者の見栄による改竄が少なくなかった。登山ビデオにおいてもそれらはけっして不可能ではないが、登山者の映像を伴うことからきつい、余裕などが顔の表情からも窺われ、よりリアルであった。さらに生で真実性の高い、努力する人間の映像はエンターテイメントとしても楽しめたこと、Youtuberは登山中に突如自分語りをはじめることが多く、キャラクターへの親近感が生じやすいこと、映像は写真よりもよりコースの状態、地形がわかりやすいこと、体力の強い登山家ではなく平均的な一般登山者によるそれは登山情報としてはより価値が高いことなどが受けた理由として考えられる。

## 収入と広告
2020年後半には、登山YouTuberという存在が社会的にも認知されはじめたため、登山雑誌に頻繁に登場したり観光協会のPRビデオにも出演したりして、一部はタレント化するようになった。あるいは、登山メーカーからの依頼を受けて、金銭的報酬あるいは物品の提供を対価に新製品の紹介をビデオで行うYouTuberも珍しくなくなった（いわゆる案件）。もちろん、登山YouTuberもYouTuberとしてYouTube社から広告収入の分配を受けているが、視聴者が限定されるため、一般にその割合は小さい。それゆえ、数千円単位でのスパチャを募るライブ配信を行ったり、オリジナルグッズの販売、YouTube以外のメディア露出といったさまざまな商業活動を積極的に行う結果、その一部はアマチュアとプロ（タレント）の中間状態にあると言える。